# Державне видавництво іноземних і національних словників
Державне видавництво іноземних і національних словників — видавництво в СРСР, яке спеціалізувалося на випуску словників іноземних мов і національних мов країни. Створено постановою РНК РРФСР від 8.10.1930 у результаті перетворення акціонерного товариства Велика Радянська Енциклопедія при Комуністичній Академії. 1963 року було злито з видавництвом «Радянська енциклопедія» і під такою назвою проіснувало до 1974, коли словникова редакція видавництва виокремилася самостійно під назвою видавництва «Російська мова». 1993 року видавництво «Російська мова» розкололося на два видавництва: видавництво «Російська мова. Курси», яке спеціалізується на літературі для іноземців, що вивчають російську мову, і «Російська мова — Медіа», що видає іноземні словники. Останніми роками «Російська мова — Медіа» працює у співпраці з ВД Дрофа.